# Cosmébio
 (octobre 2018).
Si vous disposez d'ouvrages ou d'articles de référence ou si vous connaissez des sites web de qualité traitant du thème abordé ici, merci de compléter l'article en donnant les références utiles à sa vérifiabilité et en les liant à la section « Notes et références ».
Cosmébio est la première association mondiale spécialisée dans la cosmétique naturelle et biologique[réf. nécessaire]. Créée en France en 2002 par une dizaine de laboratoires pionniers, Cosmébio regroupe environ 550 entreprises qui représentent environ 730 marques et proposent plus de 16 000 produits labellisés. 
La charte du label Cosmébio impose aux marques une proportion de 95 % d'ingrédients naturels au sein de leurs produits. Cette charte a donné naissance à 3 labels sous-jacents basés sur cette proportion. Ainsi sont nés les labels : Cosmébio, Cosmosnatural et Cosmosorganic; le label Cosmosnatural imposant uniquement ces 95 % d'ingrédients naturels.  
Quant aux deux autres, ils se montrent un peu plus exigeants avec un obligation de 95 % d'ingrédients naturels sur la totalité des ingrédients végétaux, à laquelle s'ajoute un minimum de 10 % d'ingrédients bio pour le label Cosmébio, et 20 % pour Cosmosorganic sur le produit total.  
De manière générale, Cosmébio bannit tout ingrédient controversé (silicone, PEG, PPG, SLS, phénoxyétanol...) ou perturbateurs endocriniens potentiels.